# Hamburg-Klasse (1964)
Die Klasse 101/101A (nach dem Typschiff auch als Hamburg-Klasse bezeichnet) war eine Klasse von vier Zerstörern der Bundesmarine (Hamburg D-181; Schleswig-Holstein D-182; Bayern D-183 und Hessen D-184), die Ende der 1950er und Anfang der 1960er Jahre gebaut wurde.
Die Einheiten waren bis Mitte der 1990er Jahre in Dienst und gehörten mit einer Verdrängung von 4050 Tonnen zu den damals größten Schiffen der Marine.

## Geschichte

### Planung und Bau
Bereits 1955, zu Beginn der deutschen Wiederbewaffnung, wurde, noch unter dem Namen „Zerstörer 55“, bereits mit dem Entwurf deutscher Zerstörer-Neubauten begonnen. Geplant war, zwölf Einheiten dieser Zerstörerklasse zu bauen. Bewilligt und in Auftrag gegeben wurden letztendlich jedoch nur vier Neubauten (ZA – ZD).

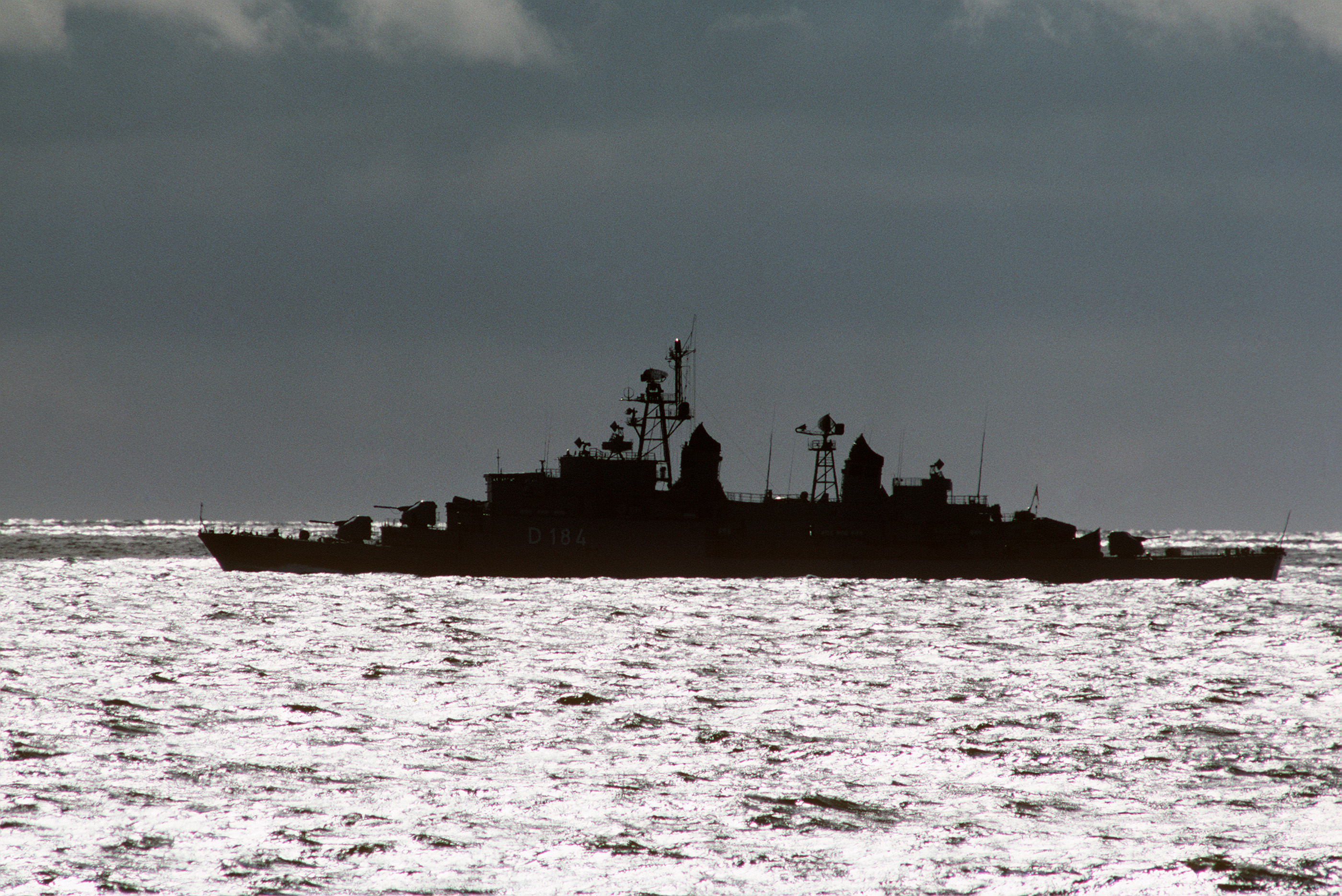
Silhouette Zerstörer Hessen

Um den Zeitraum bis zur Verfügbarkeit der ersten Neubauten zu überbrücken, wurden sechs US-amerikanische Zerstörer der Fletcher-Klasse aus dem Zweiten Weltkrieg ausgeliehen. Sie wurden als Zerstörer 1 bis Zerstörer 6 in Dienst gestellt.
Der erste Neubau, der Zerstörer ZA wurde am 29. Januar 1959 auf der Hamburger Werft H. C. Stülcken Sohn auf Kiel gelegt. Am 26. März 1960 fand die Taufe auf den Namen Hamburg mit anschließendem Stapellauf statt. Aufgrund einer Gasexplosion im Vorschiff verzögerte sich die Indienststellung bis zum 23. März 1964. Der Hamburg folgten im Oktober 1964 die Schleswig-Holstein, im Juli 1965 die Bayern und im Oktober 1968 die Hessen. Die Baukosten betrugen je Schiff 105 Mio. DM, für die Hessen 134 Mio. DM. Die Schiffe bildeten nach ihrer Fertigstellung die Flottenzerstörer Klasse 101.

### Bezeichnung
Anders als bei der später beschafften Lütjens-Klasse verzichtete man auf eine Benennung nach Wehrmachtsangehörigen. Benannt wurden die Schiffe nach deutschen Bundesländern. Jeder der Namen hatte bereits eine Tradition in früheren deutschen Marinen. Die erste Hamburg war eine Radkorvette während der Schleswig-Holsteinischen Erhebung. In der Kaiserlichen Marine trug ein Kleiner Kreuzer den Namen Hamburg. Schleswig-Holstein, Bayern und Hessen waren Linienschiffe der Kaiserlichen Marine.

### Dienstzeit
Die Einheiten der Klasse 101/101A bildeten das 2. Zerstörergeschwader in Wilhelmshaven. Bis zur Aufstellung des Geschwaders am 1. April 1965 waren die Zerstörer Hamburg und Schleswig-Holstein dem 1. Zerstörergeschwader in Kiel unterstellt. Die Zerstörer waren immer in Wilhelmshaven beheimatet.
Nach der Mitte der 1970er Jahre durchgeführten Kampfwertsteigerung erfolgte die Umklassifizierung zur Klasse 101A.
Beginnend mit der Hessen 1990 wurden die Zerstörer der Klasse 101/101A dann bis 1994 außer Dienst gestellt und über die VEBEG verkauft und anschließend abgebrochen. Ersetzt wurde die Klasse 101/101A durch die neuen Fregatten der Brandenburg-Klasse, deren vier Einheiten ab 1994 in Dienst gestellt wurden.

## Technik

### Rumpf
Die Zerstörer der Klasse 101/101A waren 133,70 Meter lang und 13,40 Meter breit. Ihr Tiefgang betrug 4,80 Meter, die Wasserverdrängung 4050 Tonnen. Die Schiffe waren mit fünf Decks äußerst hoch und wurden deswegen im Marinejargon auch „Hochhäuser“ genannt.

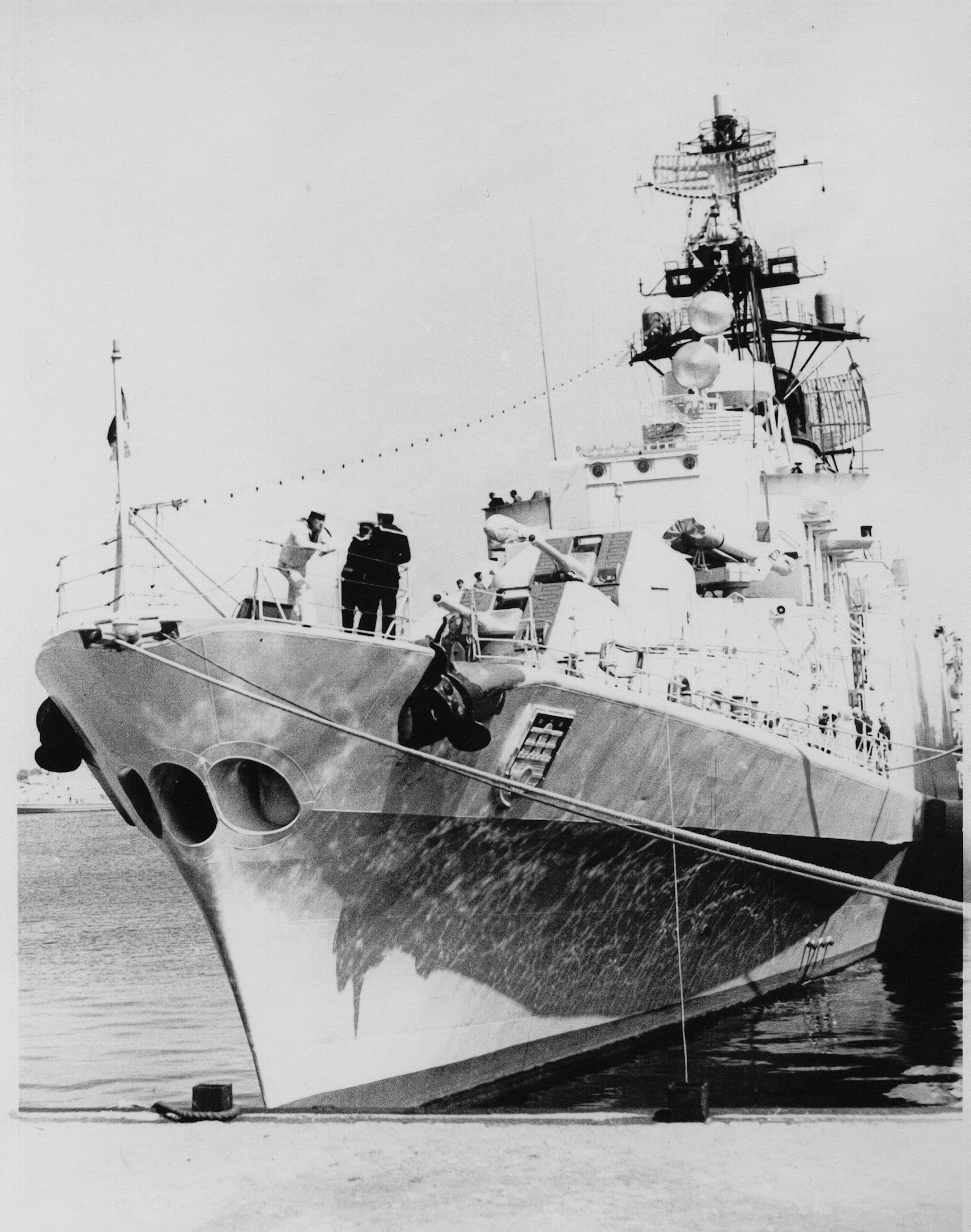
Zerstörer Hamburg noch mit drei Bugtorpedorohren und der offenen Brücke

Im Rahmen der Modernisierung zur Klasse 101A erhielten die Zerstörer, die vorher nur über einen relativ kleinen Fahrstand und eine offene Brücke verfügten, eine geschlossene Brücke.
Im Laufe ihrer Dienstzeit traten bei den Zerstörern wiederholt Risse in den Aufbauten auf, die auch durch nachträglichen Einbau von Dehnungsfugen und Verstärkungen an kritischen Stellen nicht verhindert werden konnten. Beim Umbau zur Klasse 101A wurde das C-Deck zwischen den Spanten 63 und 67 geschlossen. Im Bereich der Abteilungen IV bis VI wurden aus Stabilitätsgründen circa 15 t Bleiballast eingebaut.

### Antrieb
Der Antrieb der Schiffe der Klasse 101/101A bestand aus vier WAHODAG-Hochdruck-Heißdampfkesseln, die mit vier Rotationsbrennern pro Kessel befeuert waren und zwei Turbinensätzen mit jeweils einer Hochdruck- und einer Niederdruckturbine. Zu Beginn wurde die Hochdruckseite der Dampfanlage mit 72 bar Kesseldruck und ca. 480 °C Dampftemperatur betrieben. Sie erzeugten rund 80.000 PS und brachten das Schiff in Verbindung mit einem dreiflügeligen Propeller auf eine Höchstgeschwindigkeit von 38 Knoten. Mit der Umrüstung auf Klasse 101A wurde der Kesseldruck auf 64 bar reduziert und die Dampftemperatur auf 450 °C gesenkt. Gleichzeitig wurde der hochkavitierende dreiflügelige Propeller gegen einen weniger kavitierenden fünfflügeligen Propeller getauscht. Diese Maßnahmen führten zu einer Leistungsreduzierung auf ca. 68.000 PS und einer Geschwindigkeit von 35 kn.
Zum Ende der Dienstzeit waren auf den einzelnen Einheiten, mit Ausnahme der Schleswig-Holstein, nur noch zwei der vier Kessel in Betrieb.

### Bewaffnung
Zu Beginn bestand die Bewaffnung der Zerstörer der Klasse 101 vor allem aus Rohrwaffen. Die Schiffe verfügten über vier vollautomatische 100-mm-Marine-Einzelgeschütze in Turmlafette (METL) L/55 von der französischen Firma Creusot-Loire und acht Bofors 40-mm/L70-Flak in Marine-Doppel-Lafette (MDL) Mod 68 II/62 Breda. Ferner waren fünf 533-mm-Torpedorohre (drei im Bug, zwei im Heck) für Torpedos der Typen G7a, Seal und Nixe vorhanden. Als U-Jagd-Mittel waren acht Bofors 375-mm-Raketenwerfer in zwei Vierlingsgruppen vor der Brücke aufgebaut, ferner zwei Ablaufbühnen für Wasserbomben Typ Hagenuk. Die Möglichkeit zur Mitnahme von insgesamt 90 Seeminen war ebenfalls gegeben, die über zwei Wurfgestelle am Heck geworfen werden konnten.
Bei der Modernisierung zur Klasse 101A wurde ein 100-mm-Turm, der Turm Charlie, ausgebaut, ebenso die Bug- und Hecktorpedorohre. Stattdessen erhielten die Schiffe zwei Doppelstarter für Exocet-MM-38-Flugkörper gegen Seeziele und zwei 533-mm-U-Jagd-Torpedorohre. Zur Selbstverteidigung gegen Flugkörper kamen zwei zwanzigrohrige 105-mm-Düppelwerfer der Firma Breda an Bord.

### Elektronik/Führungssystem
Verfügten die Zerstörer zunächst nur über mechanische Feuerleitanlagen (M2/M4, Hersteller: Hollandse Signaalapparaten), wurden sie im Rahmen der Modernisierung zur Klasse 101A auch mit dem bereits bei den Schnellbooten der Klasse 148 eingeführten PALIS-System ausgerüstet und verfügten damit über eine rudimentäre Führungsfähigkeit mittels Link 11. Die Waffensysteme waren aber nicht integriert.

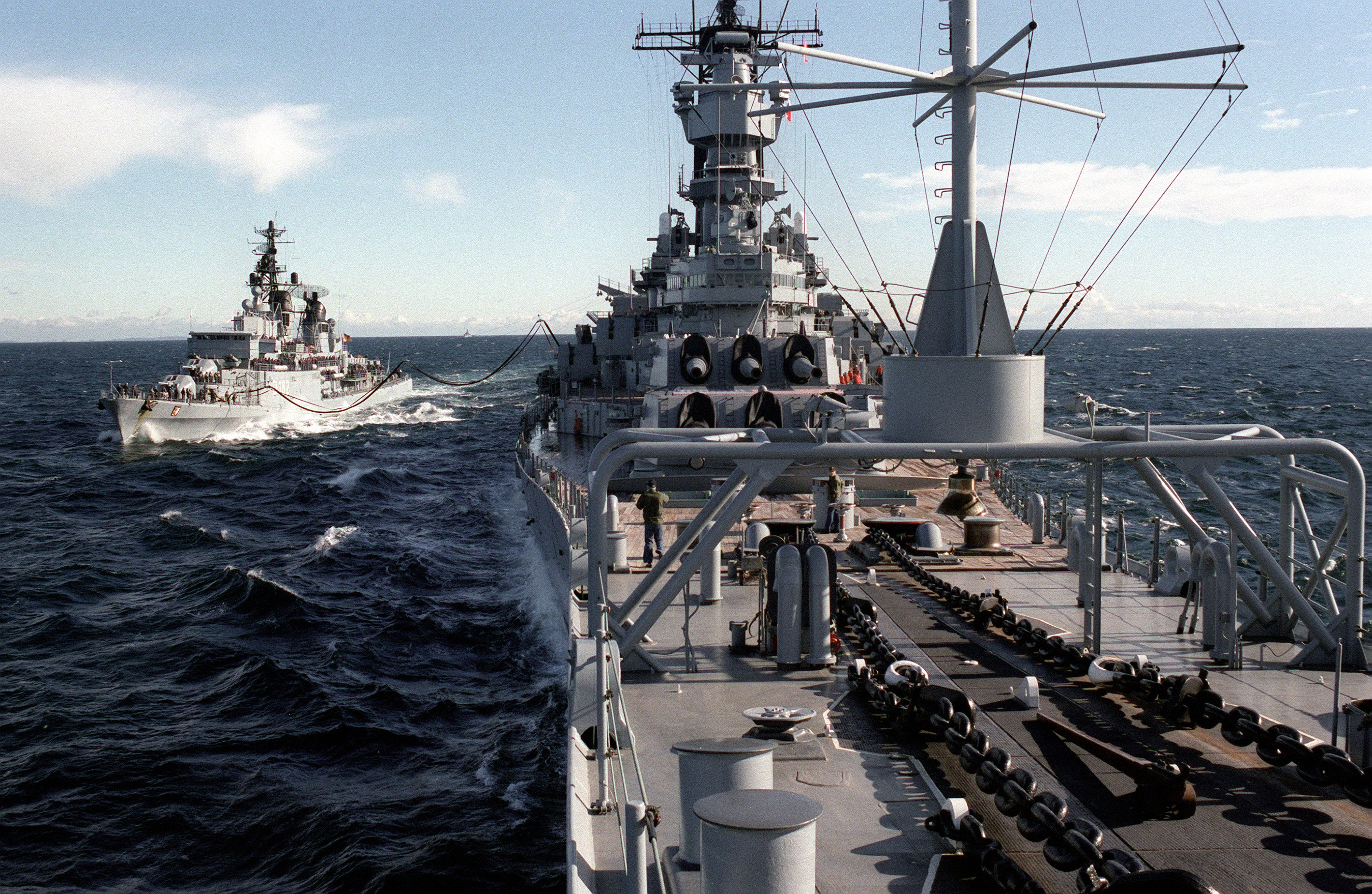
Die Schleswig-Holstein wird von der Iowa versorgt, 1986

Als Ortungsmittel standen der Klasse 101A zur Verfügung:
- Seezielradaranlage ZW,  3 cm, Hersteller: Hollandse Signaalapparaten
- Luftzielradaranlage DA, 8 cm, Hersteller: Hollandse Signaalapparaten
- Weitbereichsradaranlage LW, 25 cm, Hersteller: Hollandse Signaalapparaten
- Navigationsradar KH-14, Hersteller: Kelvin Hughes
- eine Sonaranlage 1BV2 mit einziehbarem Dom, später fester Dom
- eine Eloka-Anlage Typ AN/WLR-1C mit drei Dom-Empfangsantennen im Mast

Zur elektronischen Ausstattung gehörten auch diverse Sprech- und Schreibfunksende/-empfangsanlagen im UHF- sowie HF-Frequenzbereich.

### Geplante Modernisierung
Die Schiffe sollten eine weitere Modifizierung zur Klasse 101B durchlaufen. Es standen verschiedene Alternativen zur Diskussion:
1. Unter anderem ein Einbau von RAM-Startern anstelle der Türme B und D, Einbau von einer FL1800-EloUM/GM-Anlage, Veränderung der Aufbauten vor dem vorderen Schornstein
2. Kein Ausbau von Turm B, Einbau der RAM-Starter in seitlicher Position, Einbau von U-Jagd-Raketenwerfern
3. Ausbau von Turm B, Aufstellung weiterer MM 38-Starter

Da die Schiffe, bedingt durch die vorherigen Umbauten, Nach- und Umrüstungen, über keine Stabilitätsreserven mehr verfügten und altersbedingt die Unterhaltskosten laufend stiegen, wurde auf die Modifizierung verzichtet.

## Einsatzprofil
Die Einsatzmöglichkeiten der Zerstörer der Klasse 101 waren äußerst vielseitig. Neben der „klassischen“ Geleitsicherung und dem Bekämpfen von See- und Luftzielen waren die Zerstörer auch zum Kampf gegen U-Boote und zum Minenlegen geeignet.
Jedoch galten ihre Fähigkeiten spätestens Ende der 1970er Jahre aufgrund der veralteten Elektronik (elektromechanische Feuerleitanlagen, siehe oben) als obsolet, da vor allem ihre Fähigkeit, moderne und schnelle Flugzeuge abwehren zu können, als zunehmend unzureichend eingeschätzt wurde. Lediglich die nachgerüstete Seezielflugkörperbewaffnung entsprach bis zu ihrer Ausmusterung dem Stand der Technik.

## Einheiten
| Name               | Kennung | Funkrufzeichen | Funkrufzeichen | Bau- nummer | Kiel- legung | Stapel- lauf | Indienst- stellung | Außerdienst- stellung | Verbleib                     | Foto |
| Name               | Kennung | bis 30.11.1981 | ab 01.12.1981  | Bau- nummer | Kiel- legung | Stapel- lauf | Indienst- stellung | Außerdienst- stellung | Verbleib                     | Foto |
| ------------------ | ------- | -------------- | -------------- | ----------- | ------------ | ------------ | ------------------ | --------------------- | ---------------------------- | ---- |
| Hamburg            | D 181   | DBZK           | DRAA           | 890         | 29.01.1960   | 26.03.1960   | 23.03.1964         | 24.02.1994            | 1998 in Spanien abgebrochen  |      |
| Schleswig-Holstein | D 182   | DBZL           | DRAB           | 891         | 20.08.1959   | 20.08.1960   | 12.10.1964         | 15.12.1994            | 1998 in Belgien abgebrochen  |      |
| Bayern             | D 183   | DBZM           | DRAC           | 892         | 15.02.1961   | 14.08.1962   | 06.07.1965         | 07.12.1993            | 1995 in Dänemark abgebrochen |      |
| Hessen             | D 184   | DBZN           | DRAD           | 898         | 15.02.1961   | 04.05.1963   | 08.10.1968         | 29.03.1990            | 1991 in Portugal abgebrochen |      |